# Георгиевский, Василий Тимофеевич
Василий Тимофеевич Георгиевский (6 [18] января 1861, Судогда, Владимирская губерния — 14 декабря 1923, Москва) — исследователь древнерусского искусства и церковной старины, архивист, действительный статский советник.

## Биография
Родился 6 (18) января 1861 года в Судогде Владимирской губернии в семье священника.
Окончил Владимирскую духовную семинарию (1881) и три курса церковно-исторического отделения Киевской духовной академии (1884), кандидат богословия (1890).
С 1885 года преподавал во Владимирском духовном училище и с 1886 года был заведующим библиотекой и древлехранилищем владимирского братства Александра Невского; в 1888 году ему было предложено организовать преподавание в иконописных школах, основанных братством в местах иконописного промысла Владимирской губернии: Мстере, Холуе, Палехе. В 1889 году братство командировало его на VIII Археологический съезд, где им был сделан доклад «О введении преподавания церковной археологии в духовных семинариях и об устройстве епархиальных церковно-археологических древлехранилищ по известному плану, как важных учебно-вспомогательных учреждений при изучении древнерусского искусства и археологии в семинариях». С 1889 года во Владимирских губернских ведомостях и Владимирских епархиальных ведомостях начали печататься его статьи по истории и памятниках искусства Владимирского края (некоторые были напечатаны отдельными изданиями).
С 1890 году преподавал во Владимирском епархиальном женском училище.
В 1897 году принял активное участие в создании и стал членом Владимирской учёной архивной комиссии, редактировал первые два тома её Трудов.
С 1900 года служил инспектором церковно-приходских школ в Киевской губернии. Здесь он был избран членом Церковно-археологического общества при Киевской духовной академии и членом общества летописца Нестора. С 1901 по 1914 годы был уполномоченным по делам иконописных школ при Комитете попечительства о русской иконописи.
Редактор «Иконописного сборника» (1902), член Московского (1892) и Русского (1905) археологических обществ.
В 1907 году он был переведён в Петербург, где был назначен членом Училищного совета и Учебного комитета при Святейшем Синоде и с 1912 года — старшим помощником наблюдателя церковно-приходских школ Российской империи. Был произведён в чин действительного статского советника.
В 1911 году был участником Всероссийского съезда художников. В 1911—1913 годах совершил три научных путешествия на Афон, доставив в Россию несколько фрагментов афонской стенной живописи и опубликовав альбом «Фрески Панселина в Протате на Афоне» (СПб., 1914).
Был членом Общества защиты и сохранения памятников искусства и старины в России.
В 1917—1918 годах был делопроизводителем на Всероссийском Поместном соборе в Москве.
С июня 1918 года член Комиссии по сохранению и раскрытию древней живописи в России при Музейной коллегии Наркомпроса РСФСР, научный сотрудник Всероссийской реставрационной комиссии. Принимал участие в расчистке фресок XII века в Дмитриевском соборе и фресок начала XV века в Успенском соборе во Владимире. С сентября 1918 года был членом экспедиции А. И. Анисимова в Белозерский и Ферапонтов монастыри города Кириллова, по возвращении из которой получил должность инспектора при Главном управлении архивного дела и с сентября 1919 года был назначен хранителем древних тканей Оружейной палаты Московского Кремля.
С 1920 года преподаватель истории христианского искусства в Московской духовной академии.
Жил в Москве в Замоскворечье.
Умер 14 декабря 1923 году в Москве после болезни. Похоронен на Даниловском кладбище.
Дочь Георгиевского — Е. В. Георгиевская-Дружинина после смерти отца издала последнюю, подготовленную до 1917 года, научную работу отца — «Памятники старинного русского искусства Суздальского музея» (Москва, 1927). У неё же сохранилась часть архива В. Т. Георгиевского.

## Сочинения
- Братья общей жизни и их деятельность // Православное обозрение. — 1888. — № 4.
- Дмитриевский собор в г. Владимире // Русский паломник. — 1889. — № 1.
- Рождественский монастырь в г. Владимире // Русский паломник. — 1889. — № 27.
- Боголюбов монастырь // Русский паломник. — 1890. — № 36-37.
- Владимирский Успенский собор и его историческое значение // Владимирские епархиальные ведомости. — 1891. — № 19.
- Владимирский Успенский женский монастырь // Русский паломник. — 1893.
- Краткое описание церковно-исторического древлехранилища Братства Александра Невского. — Вязники: типо-лит. С. К. Матренинского, 1895. — 60 с.: ил.
- XVI выставка картин товарищества московских художников // Русское слово. — 1895. — № 8.
- Город Владимир на Клязьме и его достопримечательности. — Владимир: типо-лит. Н. А. Паркова, 1896. — 205, III с., 12 л. ил..
- Святый благоверный великий князь Андрей Боголюбский. — 1896 (2-е изд. — 1900)
- Флорищева пустынь. Историко-археологическое описание с рисунками. — Вязники: Типо-лит. С. К. Матренинского, 1896. — 416 с. (было отмечено Уваровской премией в 1894 году)
- Провозвестник нового направления в русской религиозной живописи // Русское обозрение. — 1896. — № 9.
- Каталог старопечатных книг церковно-исторического древлехранилища при Братстве св. благоверного вел. кн. Александра Невского. — Вязники, 1898.
- Суздальский Ризположенский женский монастырь. — Владимир: изд. игум. Серафима, 1900. — 283 с. разд. паг., 38 л. ил.
- Приложение // Байе Ш. История искусств. — Киев, 1902. — С. 325–366.
- В Вышинской пустыни. — СПб.: тип. Алекс.-Нев. о-ва трезвости, 1910. — 23 с.: ил., портр.
- Фрески Ферапонтова монастыря. — СПб.: Ком. попечительства о рус. иконописи, 1911. — [8], 120, [2], 23, [16] с., 42 ил., 47 л. ил.
- Сергей Александрович Рачинский (поборник нар. просв. Друг крестьян. детей): 1902 - 2 мая 1912. — СПб.: Синод. тип., 1912. — 32 с.: ил., портр.
- Владимир, Суздаль, Переславль-Залесский. — СПб., 1913.
- Древнерусское шитье в ризнице Троице-Сергиевой лавры. — М.: т-во скоропечатни А.А. Левенсон, 1914. — 26 с., 11 л. ил..
- Фрески Панселина в Протате на Афоне. — СПб.: Имп. Рус. археол. общество, [1914]. — 9, [2] с., 35 л. ил.
- Житие и подвиги святителя Илариона, митрополита Суздальского. — Петроград: М. Д. Усов, 1914. — 28 с., 1 л. портр.
- Миниатюры Евангелия 1532 г. Новгородского архиеп. Макария. — М., 1915.
- Памятники старинного русского искусства Суздальского музея. — М., 1927.

Автор кратких биографических заметок о А. Н. Шемякине, И. А. Голышеве, архимандрите Антонии, А. П. Виноградове и др.

## Награды
- За многолетнюю службу при Святейшем Синоде награждён орденами святого Станислава 3-й (1899), 2-й и 1-й степени (1913), святой Анны II степени, святого Владимира 3-й степени (1910).[1]